# Gran Piemonte 2009
Il Gran Piemonte 2009, novantacinquesima edizione della corsa, valevole come prova dell'UCI Europe Tour 2009 categoria 1.HC, si svolse il 15 ottobre 2009 su un percorso di 184 km. La vittoria fu appannaggio del belga Philippe Gilbert, che completò il percorso in 4h32'54", precedendo lo spagnolo Daniel Moreno e l'italiano Francesco Gavazzi.
Sul traguardo di Fossano 129 ciclisti, su 149 partiti da Novi Ligure, portarono a termine la competizione. 

## Ordine d'arrivo (Top 10)
| Pos. | Corridore         | Squadra          | Tempo    |
| ---- | ----------------- | ---------------- | -------- |
| 1    | Philippe Gilbert  | Silence-Lotto    | 4h32'54" |
| 2    | Daniel Moreno     | Caisse d'Epargne | s.t.     |
| 3    | Francesco Gavazzi | Lampre-N.G.C.    | s.t.     |
| 4    | Luca Paolini      | Acqua & Sapone   | s.t.     |
| 5    | Reinier Honig     | Vacansoleil      | a 2"     |
| 6    | Paul Martens      | Rabobank         | s.t.     |
| 7    | Aljaksandr Usaŭ   | Cofidis          | a 4"     |
| 8    | Gerben Löwik      | Vacansoleil      | s.t.     |
| 9    | Dries Devenyns    | Quick Step       | s.t.     |
| 10   | Pablo Lastras     | Caisse d'Epargne | s.t.     |